# Senegalské departementy

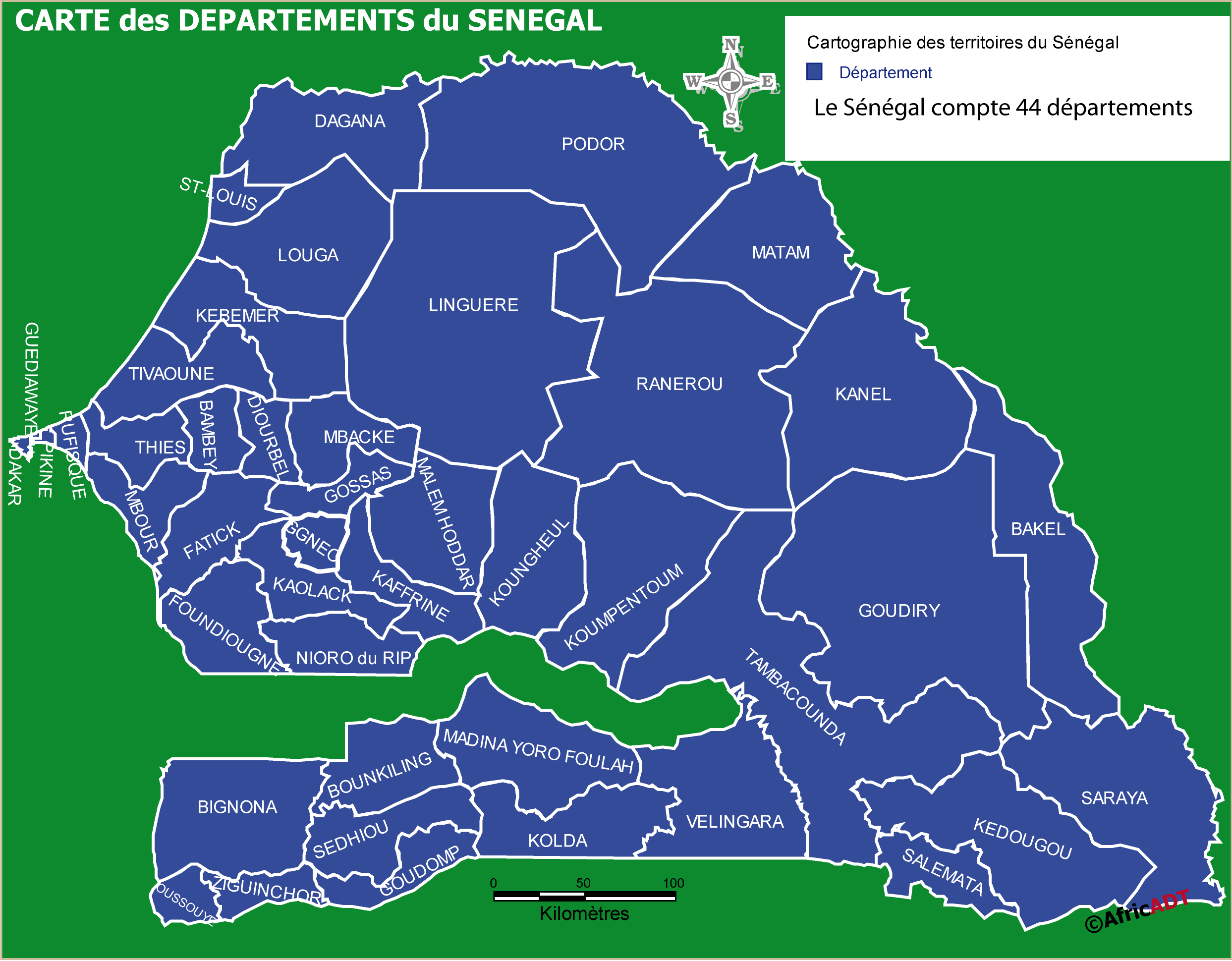
mapa departementů v Senegalu

Senegal je rozdělen do 11 regionů, které se dále dělí na 35 departementů, ty jsou pak tvořeny arrodissementy (fr. arrodissement).

## Seznam departementů
| Region      | Departement                      |
| ----------- | -------------------------------- |
| Dakar       | Dakar Guédiawaye Pikine Rufisque |
| Diourbel    | Bambey Diourbel Mbacké           |
| Fatick      | Fatick Foundiougne Gossas        |
| Kaolack     | Kaffrine Kaolack Nioro du Rip    |
| Kolda       | Kolda Sédhiou Vélingara          |
| Louga       | Kébémer Linguère Louga           |
| Matam       | Kanel Matam Ranérou Ferlo        |
| Saint-Louis | Dagana Podor Saint-Louis         |
| Tambacounda | Bakel Kédougou Tambacounda       |
| Thiès       | M'bour Thiès Tivaouane           |
| Ziguinchor  | Bignona Oussouye Ziguinchor      |